# Shirley Bellinger
Shirley Bellinger è uno dei personaggi della serie TV statunitense Oz, interpretato da Kathryn Erbe.

## Storia del personaggio
Shirley Bellinger è la detenuta numero 97B642, condannata a morte il 6 dicembre del 1997 per omicidio di primo grado. La sentenza fu commutata nel 1999, e nel 2000 è stata revocata. È la prima ed unica donna incarcerata ad Oswald, condannata per l'omicidio di sua figlia; guidava l'auto nel lago con la bimba seduta dietro con la cintura e la lascia affogare. Ha sempre giurato che si è trattato di un incidente, ma che era inevitabile che accadesse.
Shirley si mostra sempre timida ed educata, anche se si lascia andare a chiari segni di instabilità psicologica; mostra le sue nudità a Timmy Kirk e si prostituisce con i detenuti e le guardie per avere trattamenti di favore. È molto educata e raramente si arrabbia, credendo di fare la volontà di Dio, suggerendo di essere una devota cristiana.

### Stagione 2
Al suo arrivo ad Oz, Shirley riceve subito trattamenti speciali sia da Vern Schillinger che da Simon Adebisi. Con quest'ultimo si scambia lettere pornografiche, considerandolo un ammiratore segreto. Quando i due finalmente si incontrano, si scopre che la Bellinger è razzista e non è più intenzionata a fare niente con Adebisi.

### Stagione 3
Bellinger non è più sola nel braccio della morte. A farle compagnia è Richie Hanlon, dal quale si fa mostrare spesso il pene, nonostante lui sia omosessuale. Dopo che la sentenza di morte di Hanlon viene revocata, lei vede solo una cella vuota e discioglie il maglione che aveva fatto per lui, rendendosi conto che non lo avrebbe mai più visto.
Shirley perde il suo ultimo appello, ed apparentemente è in pace con se stessa, anche se chiede l'aiuto di McManus per decidere come morire. Su suo suggerimento opta per l'impiccagione. Presto però, si accorge di essere incinta di padre ignoto. Alla psicologa Peter Marie racconta di aver ucciso la figlia poiché era posseduta. Così quando la suora parla con Devlin, la sentenza a morte viene commutata in carcere a vita senza possibilità di vigilata. La Bellinger è però furiosa per questa decisione, poiché desiderava morire per uccidere il "mostro dentro di lei". Quando Peter Marie le dice che sarà trasferita in un manicomio penitenziario, Shirley urla che è satana il padre del bambino e che lei è la "vergine madre".

### Stagione 4
Dopo aver abortito il feto in circostanze misteriose, Bellinger torna ad Oz. Ora nel braccio della morte ci sono tre nuovi detenuti, ed inizia ad avere rapporti sessuali con l'agente Lopresti. Poco prima dell'esecuzione, il suo ex marito Zeke viene a farle visita per perdonarla. Rabbiosa, gli dice che lei ha ucciso la figlia poiché è stata violentata dal suocero e quindi Katie era la sorellastra di Zeke. L'ultimo pasto di Shirley è stato un frappé dietetico, e quando arriva il giorno dell'esecuzione lei assicura tutti che è pronta a morire. Prima di percorrere il braccio della morte, confessa al direttore Glynn che Lopresti aveva un rapporto sessuale con lei, e a Mukada che Satana sotto forma di postino l'ha messa incinta. Tuttavia, una volta sul patibolo, il suo istinto di sopravvivenza prevale e cerca di sfuggire alle guardie, che comunque la bloccano ed effettuano l'impiccagione.

### Stagione 6
Compare come personaggio narrante dell'episodio See No Evil, Hear No Evil, Smell No Evil.

## Analisi
Il personaggio, ispirato all'assassina Susan Smith, viene analizzato da Merri Lisa Johnson nel libro Third Wave Feminism and Television. Johnson afferma che così come gli uomini di Oz stabilivano relazioni omosessuali, Hanlon e Bellinger hanno stabilito un rapporto tipico. È quello di una coppia sposata da molti anni, calma e fondamentalmente asessuata.